# Partito Socialista ottomano
Il Partito Socialista ottomano (in turco Osmanlı Sosyalist Fırkası, OSF) è stato il primo partito politico socialista turco, fondato nell'Impero ottomano nel 1910.

## Partito Socialista ottomano (1910-1913)

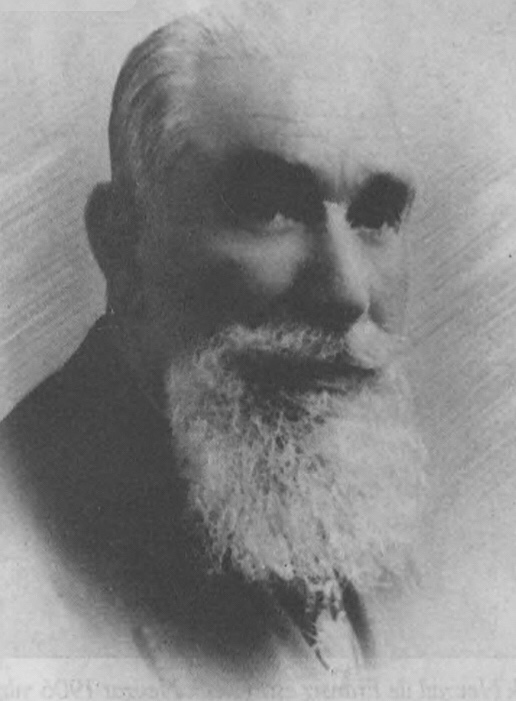
Refik Nevzat, politico socialista durante la seconda era costituzionale.

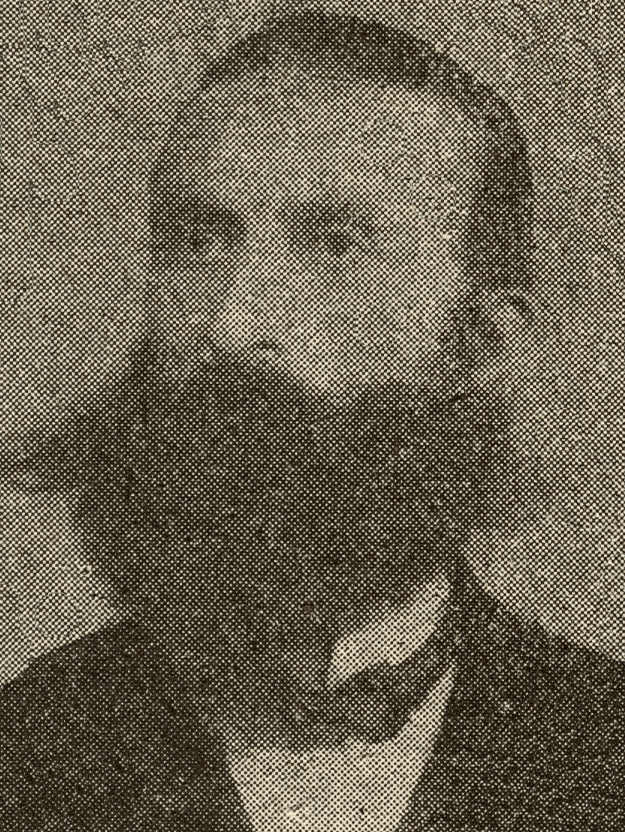
Avnullah Kâzımî, uno dei primi socialisti.

Prima della formazione del partito, i raggruppamenti e i partiti socialisti esistevano solo tra le minoranze dell'Impero ottomano: la Federazione dei lavoratori socialisti composta prevalentemente dagli ebrei di Salonicco e il partito di sinistra bulgaro chiamato Partito federativo del Popolo (sezione bulgara), così come alcuni socialisti ristretti bulgari, che ci lavoravano. Dall'altro lato, c'erano il Centro socialista greco di Istanbul, il Partito socialdemocratico Hunchakian e la Federazione rivoluzionaria armena. Come ha scritto Ezel Kural Shaw, il Partito socialista ottomano "ottenne il suo principale sostegno dai gruppi armeno e bulgaro in Parlamento".
Il Partito Socialista ottomano in realtà non era un vero partito politico nel senso moderno, ma era composto piuttosto da un gruppo di intellettuali. Dopo che i Giovani Turchi adottarono misure rigorose contro l'opposizione, il partito iniziò a sostenere l'opposizione. Nel settembre 1911 fu fondata a Parigi un'organizzazione internazionale del partito, guidata dal dottor Refik Nevzat, che avrebbe dovuto stabilire contatti con il movimento operaio internazionale. Sebbene le attività di questo gruppo fossero rimaste limitate, Hüseyin Hilmi riuscì comunque ad avere una corrispondenza con Jean Jaurès. Il partito non fu tuttavia ammesso alla Seconda Internazionale.
Dopo il colpo di stato militare dei Giovani Turchi del 1913, l'opposizione iniziò a essere massicciamente repressa, e iniziarono i primi momenti difficili per il Partito Socialista ottomano. Hüseyin Hilmi fu arrestato lo stesso anno e rimase fino al 1918, in prigione o in esilio. Ciò si tramutò di fatto alla fine della partito.

## Partito socialista turco (1919-1922)

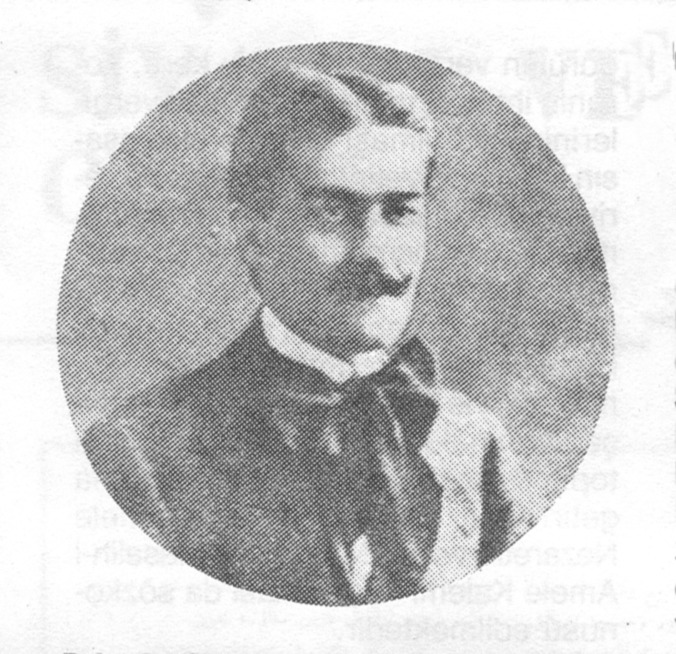
Baha Tevfik

Il suo presidente era il giornalista Hüseyin Hilmi, fondatore il 26 febbraio 1919 del settimanale socialista İştirak. Altri membri di spicco erano Avnullah Kâzımî, Namık Hasan, Pertev, Tevfik, İbnil Tahir, İsmail Faik, Baha Tevfik, Hamid Suphi. Dopo la caduta del regime dei Giovani Turchi, il partito fu riattivato nel 1919 sotto la guida di Hüseyin Hilmi e Mustafa Fazıl sotto il nome di Partito Socialista di Turchia (in turco Türkiye Sosyalist Fırkası, TSF). Il partito ebbe contatti fin dall'inizio con la Seconda Internazionale e fu rappresentato anche ai suoi congressi a Berna, Amsterdam e Ginevra. C'era anche un'Associazione Internazionale dei Lavoratori a Istanbul, composta principalmente da minoranze, greci, bulgari ed ebrei.
Nonostante la fondazione nel settembre 1919 da parte del dottor Şefik Hüsnü (Deymer) del Partito Socialista dei lavoratori e contadini turchi (in turco Türkiye İşçi ve Çiftçi Sosyalist Fırkası), propenso per la Terza Internazionale, portando molti membri a lasciare il TSF, il partito guidò con successo l'ondata di grandi scioperi del 1920. In breve tempo il partito, che sostanzialmente organizzava le attività sindacali, conquistò molta popolarità tra i lavoratori. D'altra parte, Hüseyin Hilmi sfruttò con successo i conflitti tra il quartier generale della guarnigione britannica a Istanbul e le aziende francesi. Pertanto, poteva ottenere il sostegno delle autorità britanniche a Istanbul.

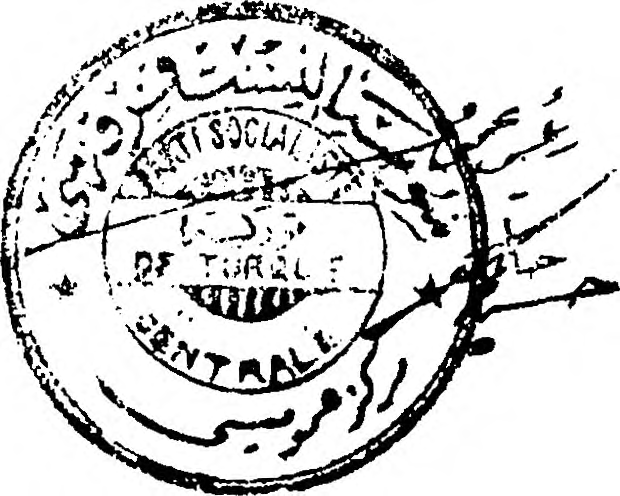
Sigillo del Partito socialista turco (1919)

Dopo che si attenuarono i conflitti tra francesi e inglesi, il partito divenne una minaccia per le aziende internazionali e perse il suo potere. Le aziende fondarono e sostennero organizzazioni sindacali concorrenti come l'Amele Siyanet Cemiyeti e costrinsero i lavoratori ad affiliarsi a queste organizzazioni. L'iscrizione obbligatoria nel 1922 fu una delle ragioni principali della grande sconfitta dello sciopero dei tramvieri. Dopo questa sconfitta, Hüseyin Hilmi fu arrestato e il partito fu sciolto.
Lo scissionista Partito socialista indipendente (in turco Müstakil Sosyalist Fırkası) non riportò alcun successo.
Il Partito socialista turco fu organizzato quasi solo a Istanbul. Mantenne le distanze dai kemalisti che guidavano un movimento nazionale contro l'occupazione dell'Anatolia e dai comunisti che cercavano di unire le organizzazioni operaie. Il TSF era più un sindacato che un partito politico.